# Референдумы о флаге Новой Зеландии (2015—2016)

Проект нового флага Новой Зеландии, который был вынесен на референдум в марте 2016 года наряду с нынешним флагом, но был отвергнут избирателями

В 2015 году Правительство Новой Зеландии инициировало проведение референдумов, касающихся дизайна флага Новой Зеландии. В ходе первого референдума, состоявшегося 20 ноября 2015 года, был отобран один из альтернативных дизайнов флага. В ходе второго референдума, проходившего 3—24 марта 2016 года, гражданe решили, стоит ли Новой Зеландии сменить флаг на предложенный, либо же сохранить существующий.
В итоге остался действующий флаг Новой Зеландии, получивший во втором референдуме 56,7 % по сравнению с 43,3 %  у нового варианта.

## Предыстория
Вопрос об изменении национального флага стоит в Новой Зеландии не первый год. На протяжении нескольких десятилетий предлагались различные альтернативы существующему флагу, каждая из которых имела ту или иную степень поддержки. Среди сторонников изменения флага нет консенсуса относительно его дизайна.
В январе 2014 года премьер-министр Джон Ки озвучил идею о проведении референдума по поводу нового флага во время всеобщих выборов 2014 года. Предложение встретило смешанную оценку общества. В марте Ки объявил, что если Национальная партия удержит большинство в парламенте, референдум по данному вопросу состоится в течение следующих трёх лет. После победы Национальной партии на выборах были объявлены подробности о предстоящем референдуме.

## Подготовка к референдумам

### Межпартийная группа
Сразу после объявления о проведении референдума, лидеры партий были приглашены присоединиться к межпартийной группе. Целью создания данной группы была выработка правовой базы для проведения референдума и отбор кандидатов для предоставления на суд специальной комиссии по флагу к середине 2015 года.

### Комиссия по флагу
В специально созданную комиссию по флагу вошли «уважаемые новозеландцы» почётного возраста различного пола, религии и этнической принадлежности. Их миссия заключалась в вовлечении общества в данный процесс и в отборе наиболее подходящих вариантов для короткого списка. В короткий список для первого референдума вошли четыре варианта. Публичные слушания проходили в период с мая по июнь 2015 года. Членами комиссии по флагу были:
- председатель: John Burrows, бывший вице-канцлер Университета Кентербери
- заместитель председателя: Kate De Goldi, писательница
- Julie Christie, продюсер реалити-шоу
- Rod Drury, предприниматель
- Rhys Jones, бывший глава сил самообороны Новой Зеландии
- Beatrice Faumuina, бывший метатель диска
- Брайан Локор, бывший тренер All Blacks
- Nicky Bell, исполнительный директор новозеландского филиала Saatchi & Saatchi
- Peter Chin, бывший мэр Данидина
- Stephen Jones, член молодёжного совета
- Malcolm Mulholland, академик
- Hana O’Regan, академик, изучающий Маори

## Длинный список
Из 10 292 предложенных вариантов дизайна, комиссия по флагу отобрала 40. Они были представлены публике 10 августа 2015 года.

Wā kāinga / Home by Studio Alexander [Прим. 1]
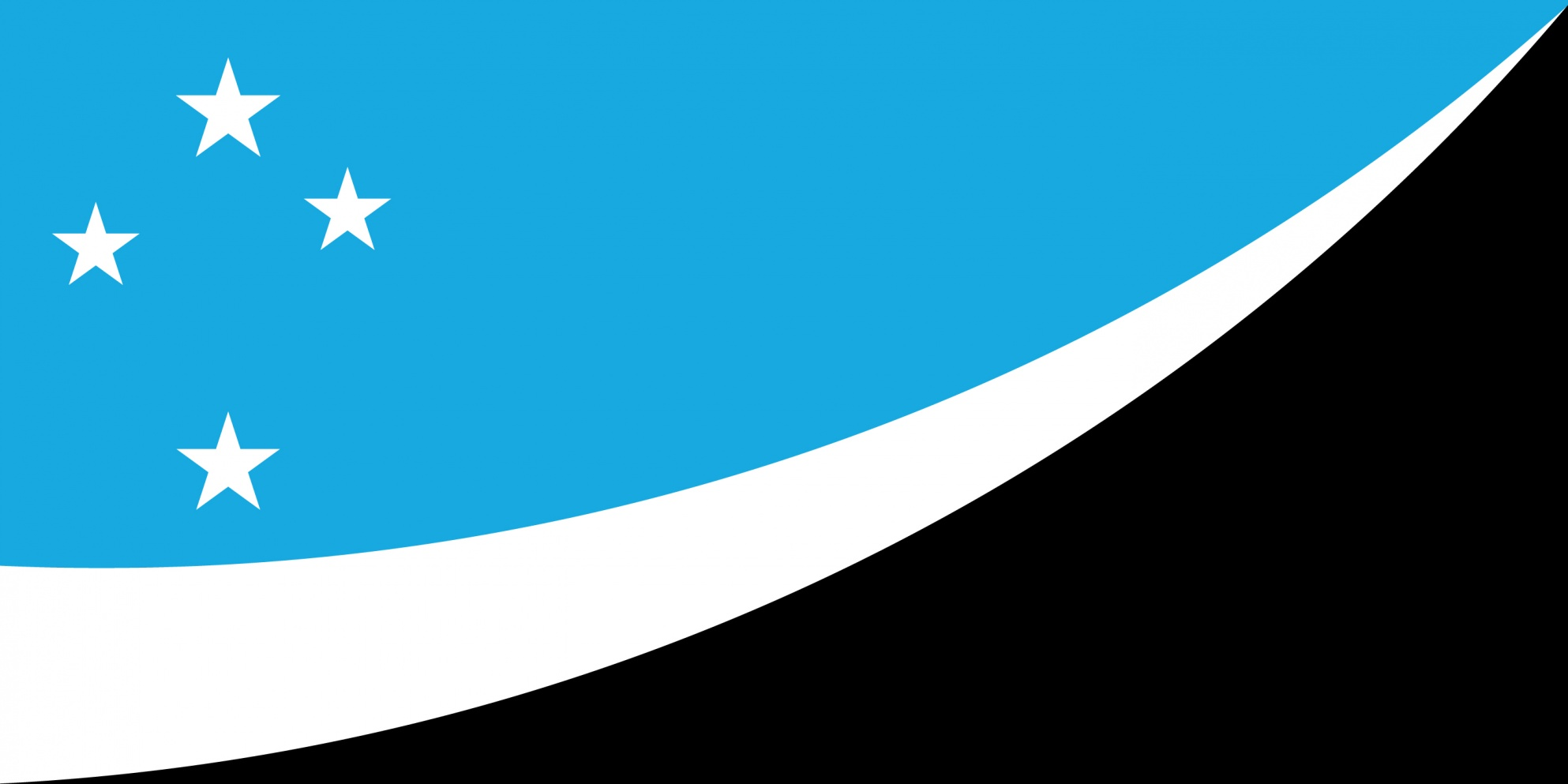
Land Of The Long White Cloud (Ocean Blue) by Mike Archer
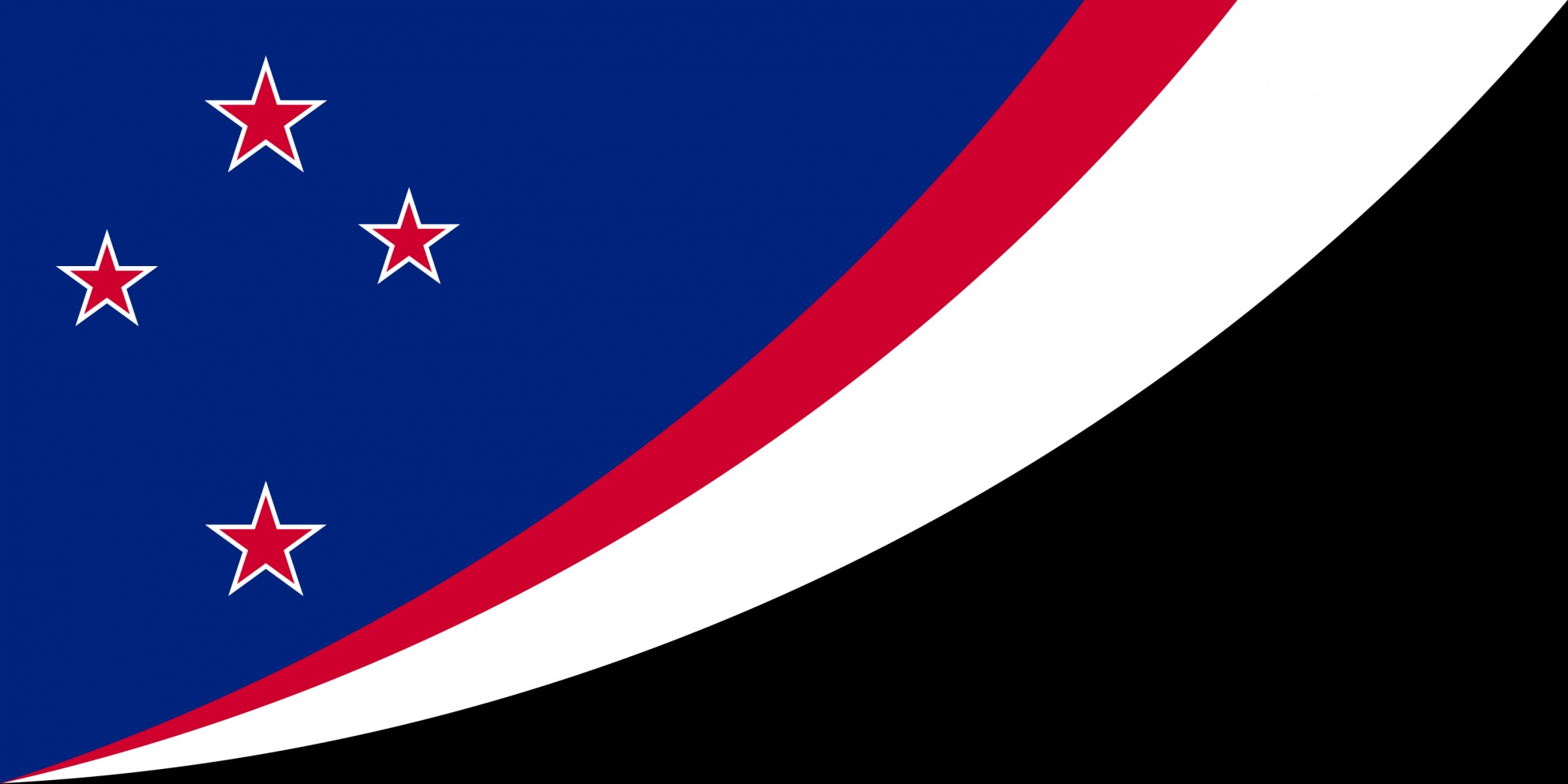
Land Of The Long White Cloud (Traditional Blue) by Mike Archer
Huihui/Together by Sven Baker
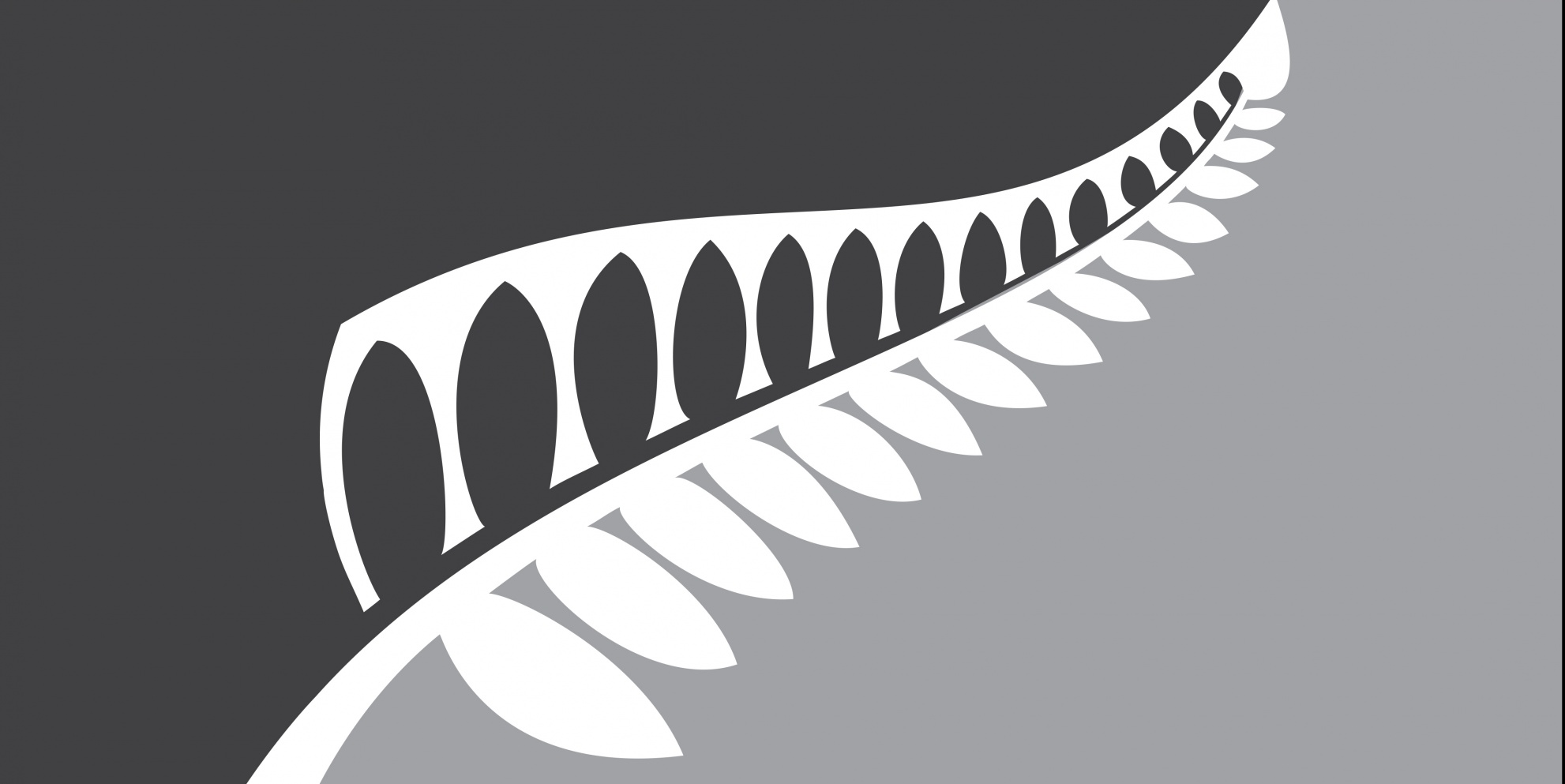
Silver Fern (Black & Silver) by Sven Baker
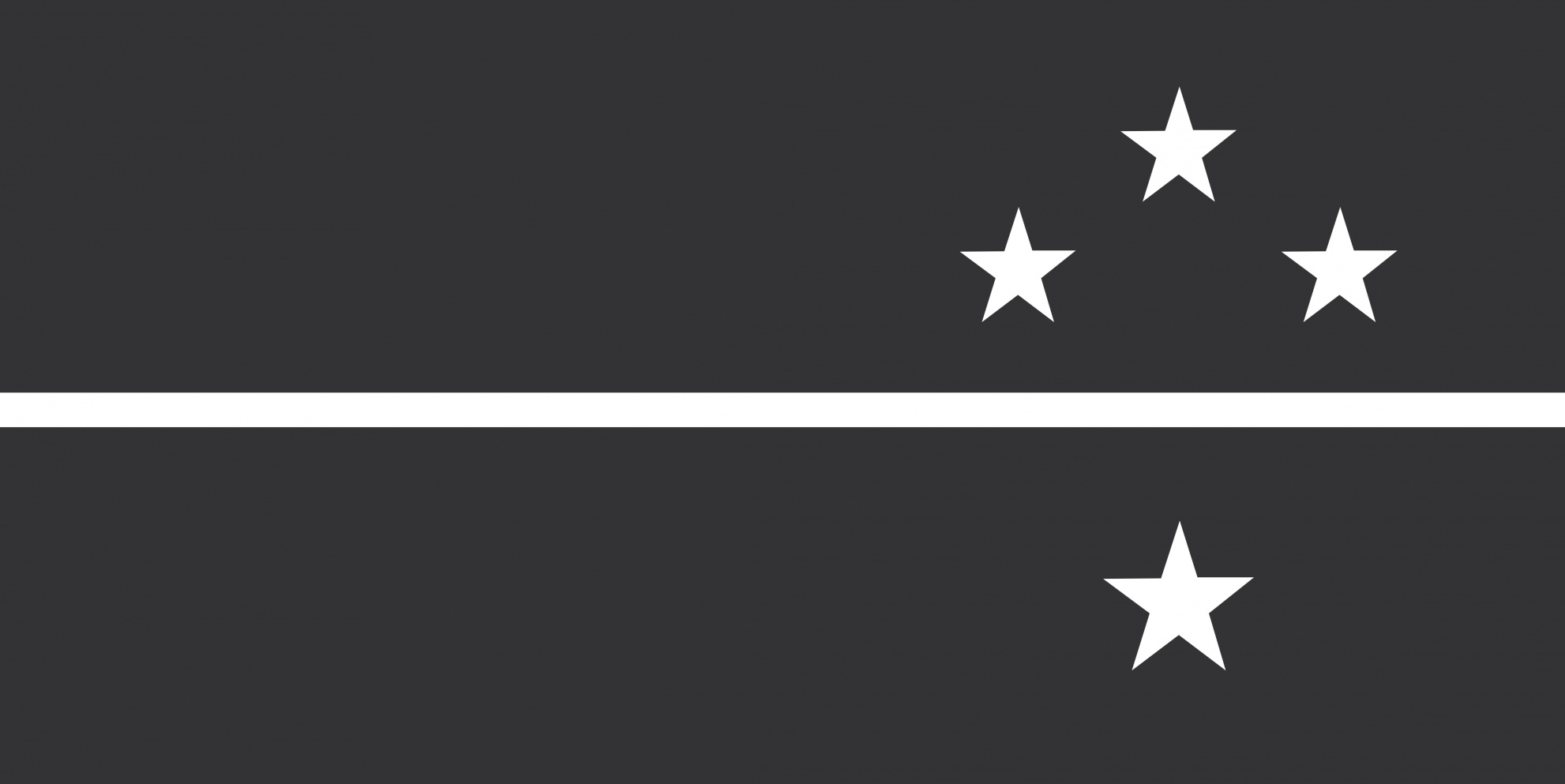
Southern Cross Horizon by Sven Baker
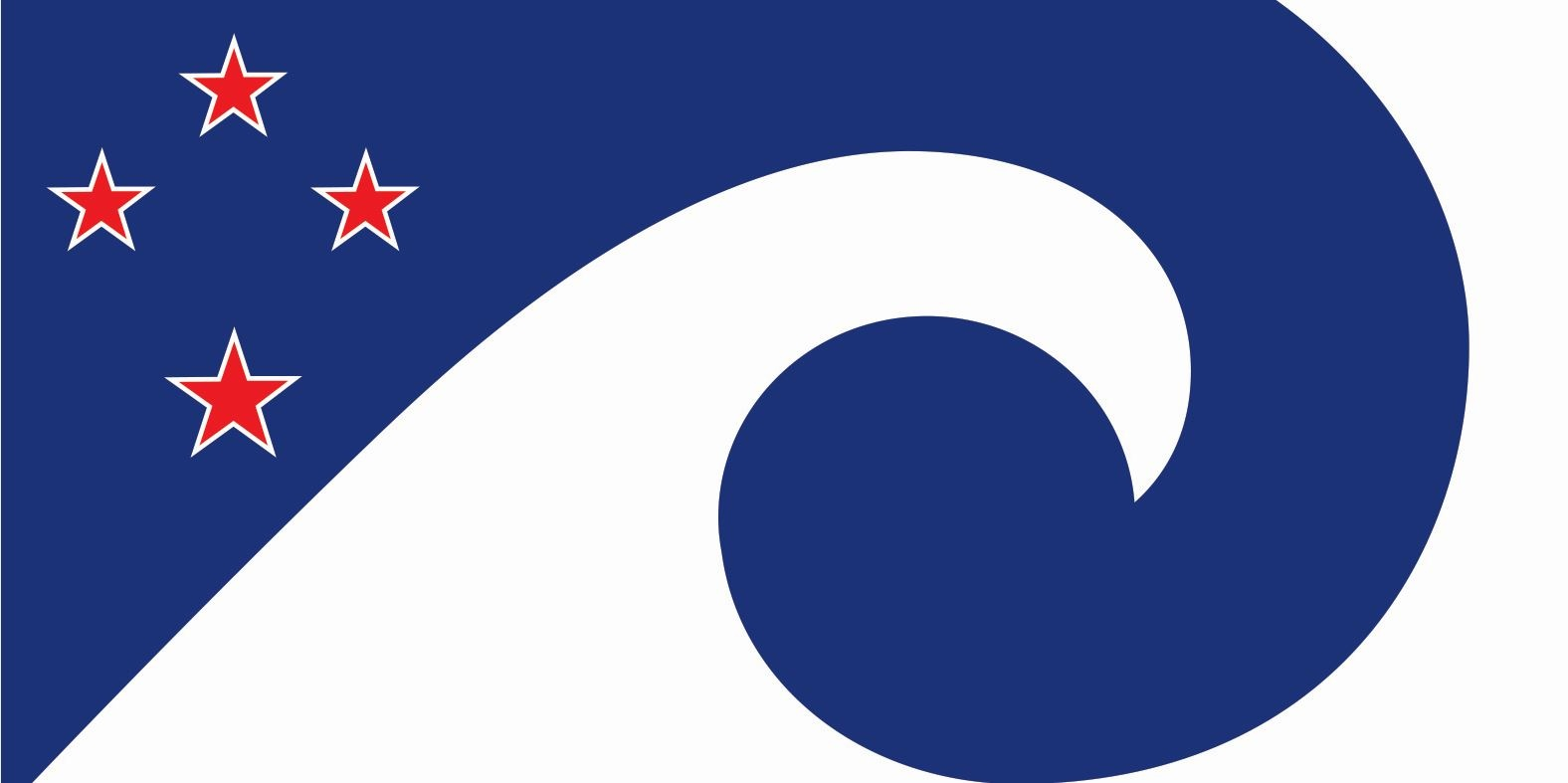
Southern Koru by Sven Baker
Unity Koru by Sven Baker
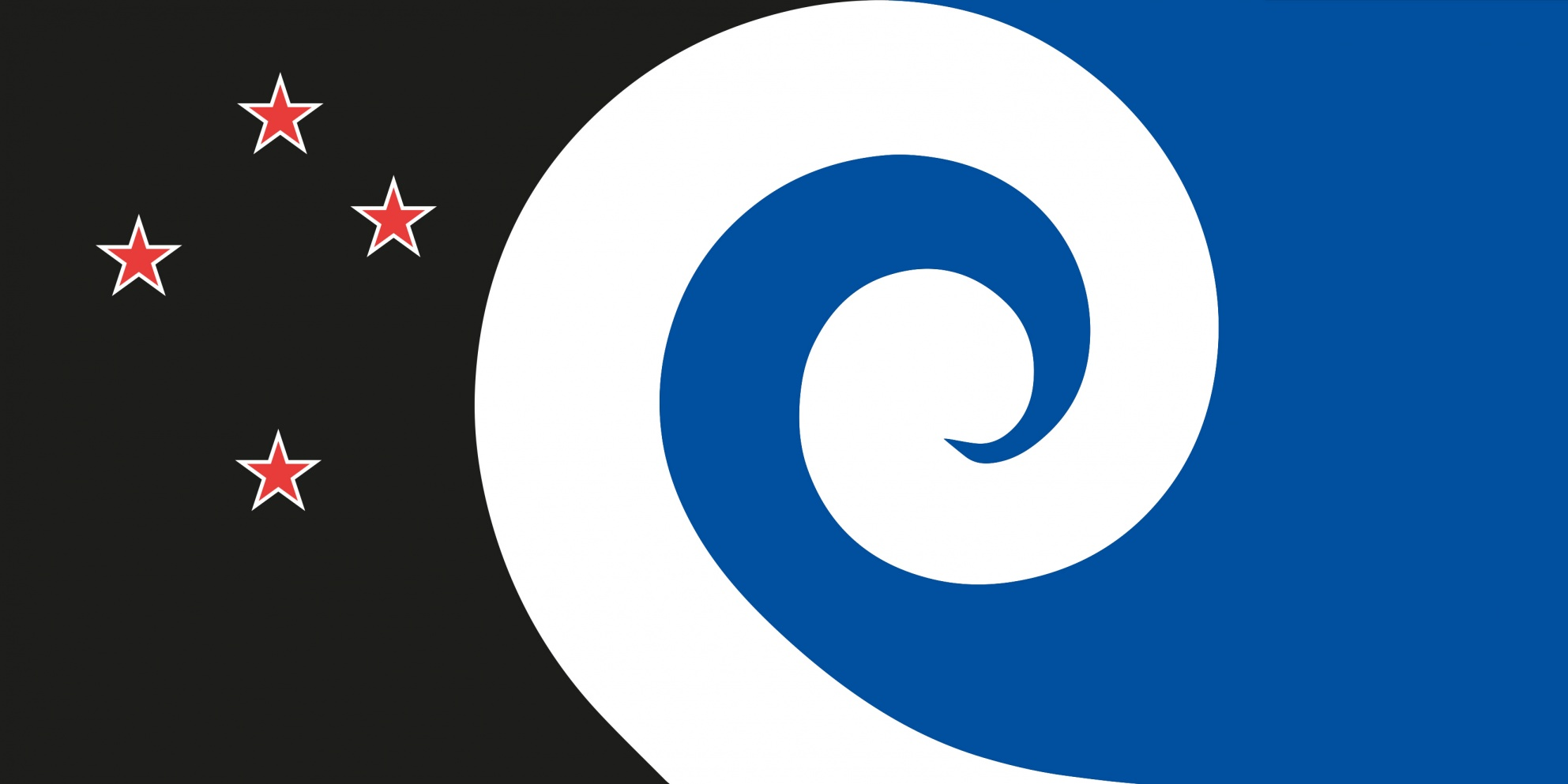
Inclusive by Dominic Carroll
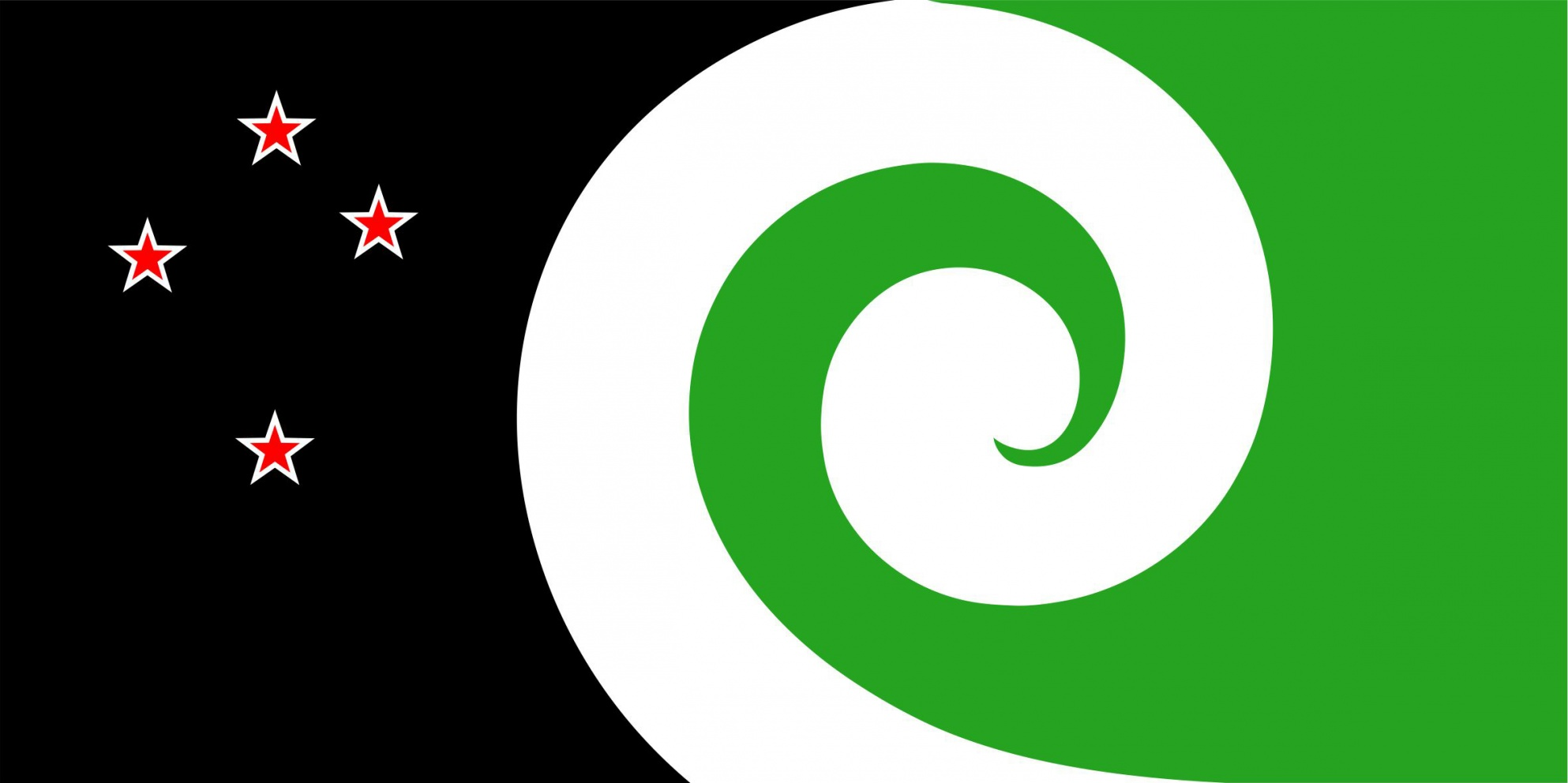
Moving Forward by Dominic Carroll
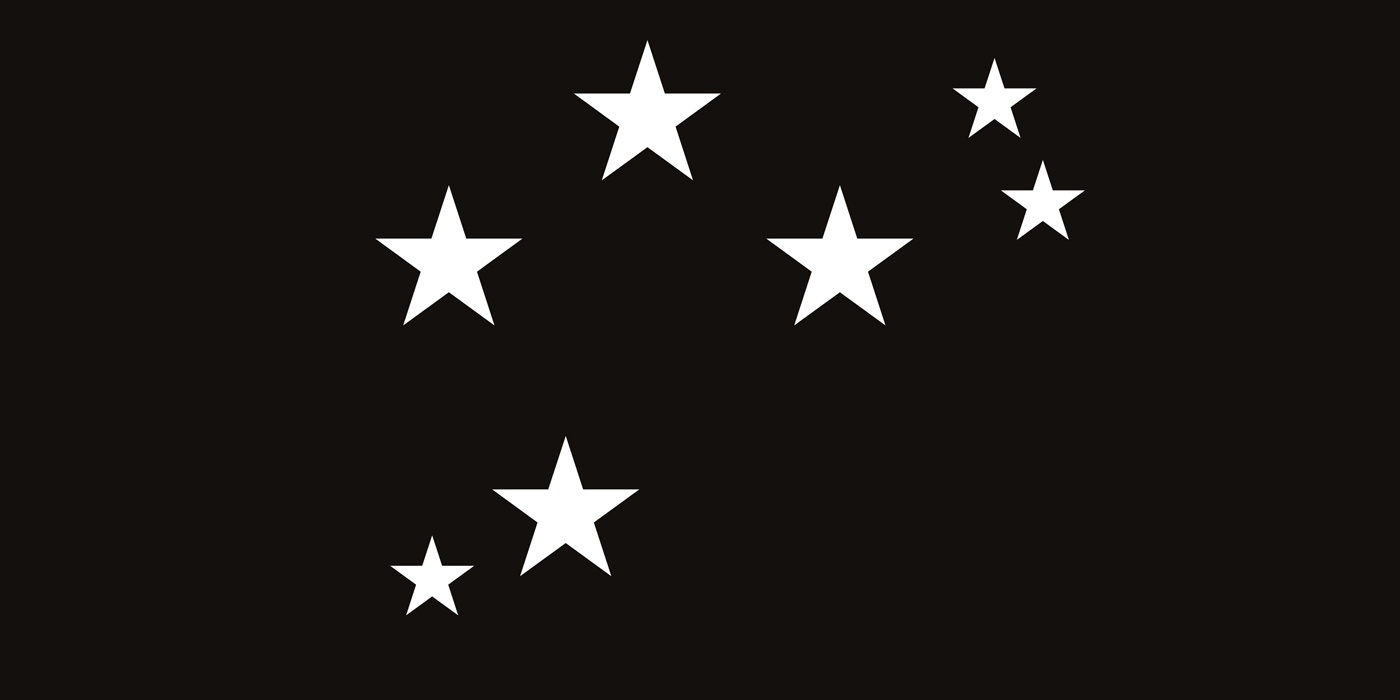
The Seven Stars of Matariki by Matthew Clare
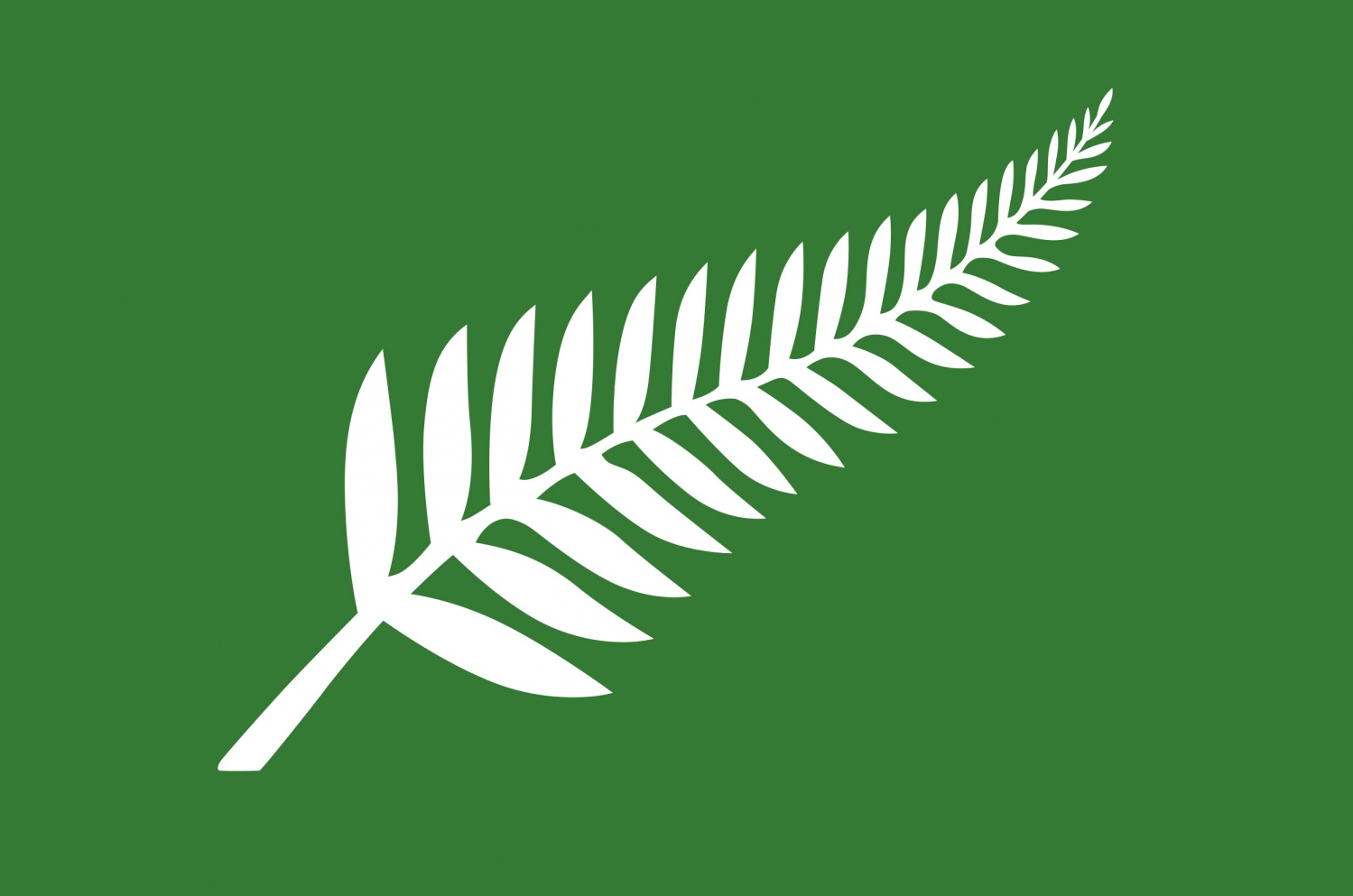
Silver Fern (Green) by Roger Clarke
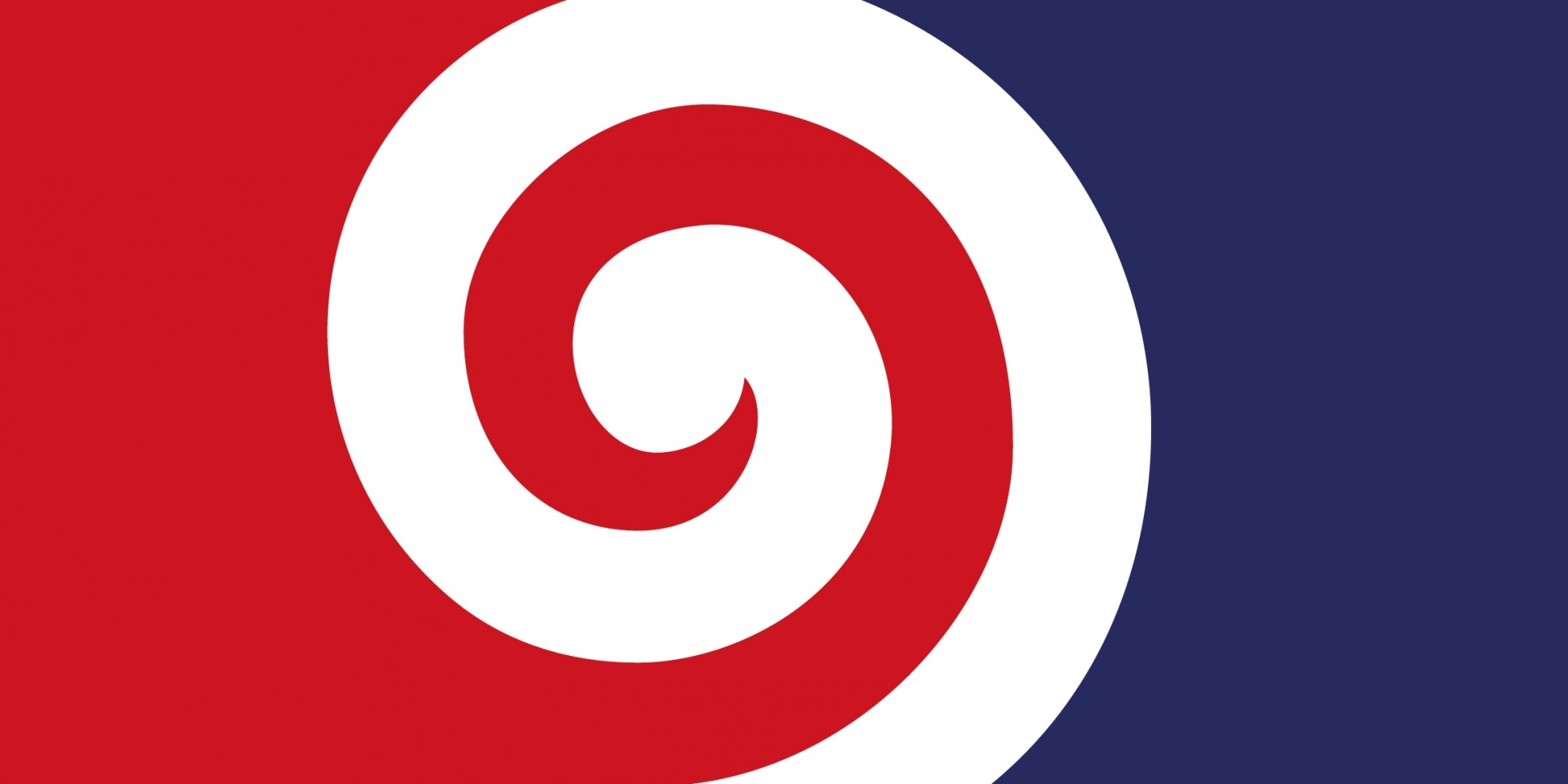
Curly Koru by Daniel Crayford and Leon Cayford
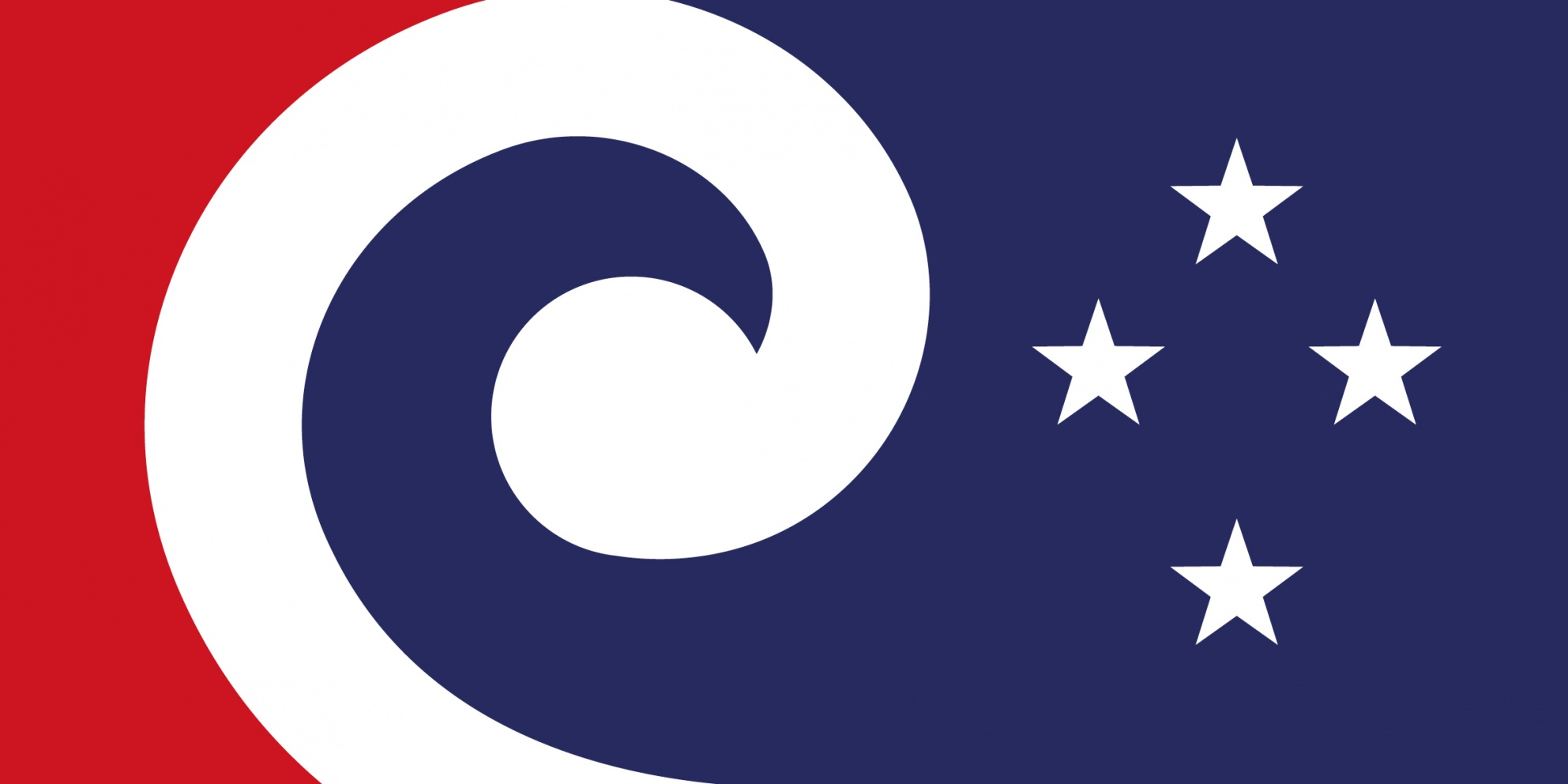
Koru Fin by Daniel Crayford and Leon Cayford
Modern Hundertwasser koru by Tomas Cottle [Прим. 2]
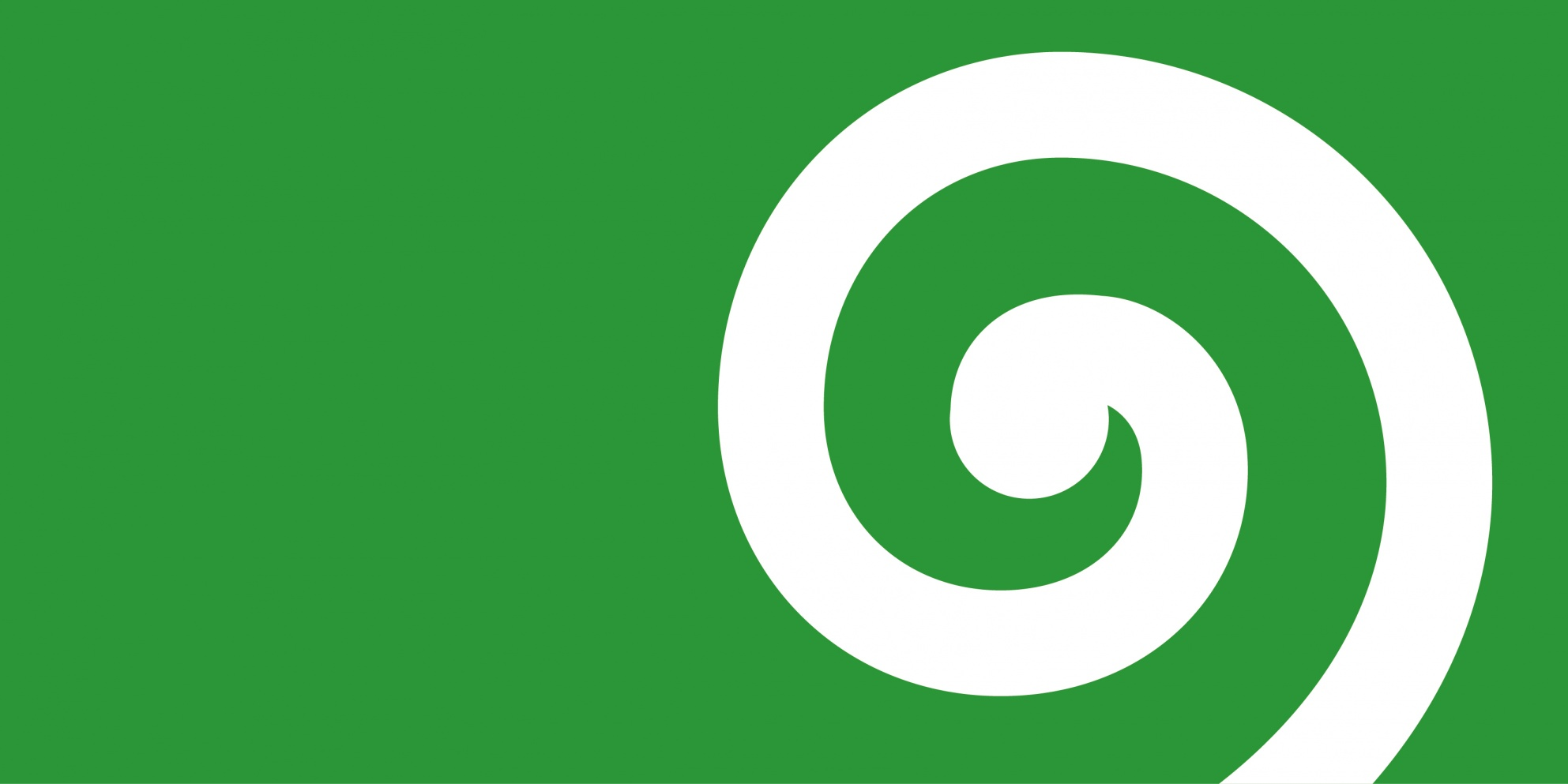
NZ One by Travis Cunningham
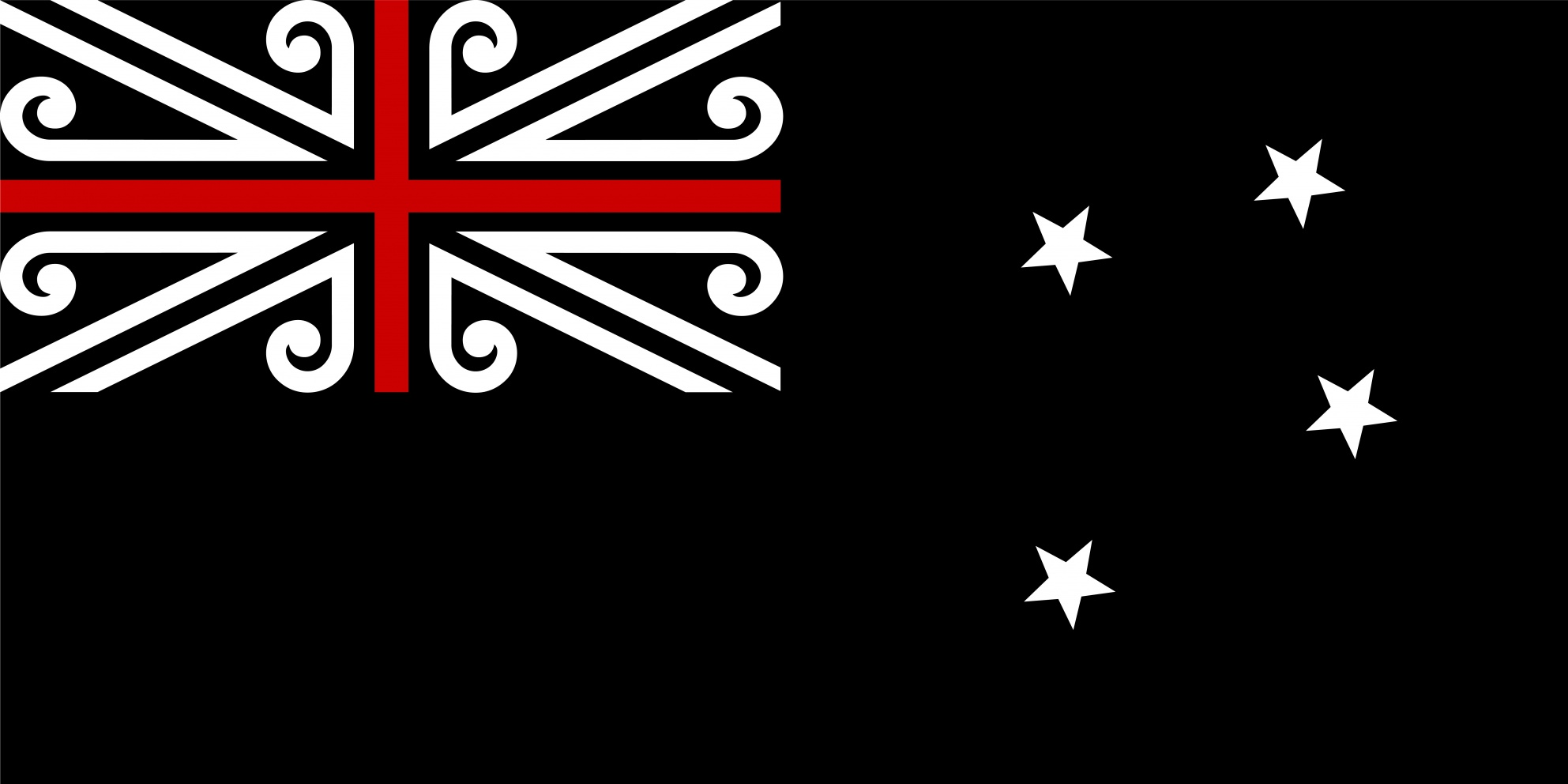
Black Jack by Mike Davison
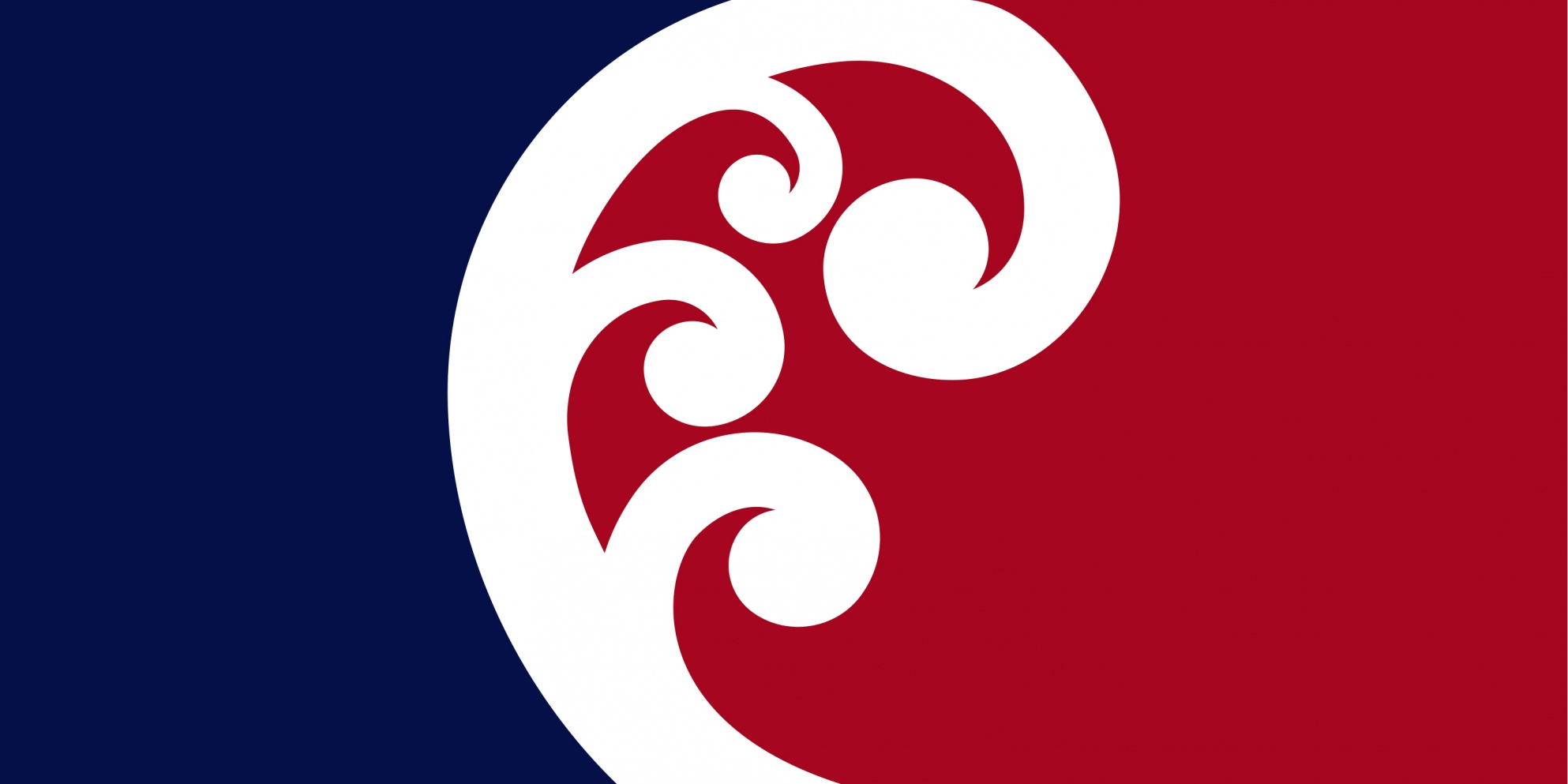
Unity Koru by Paul Densem
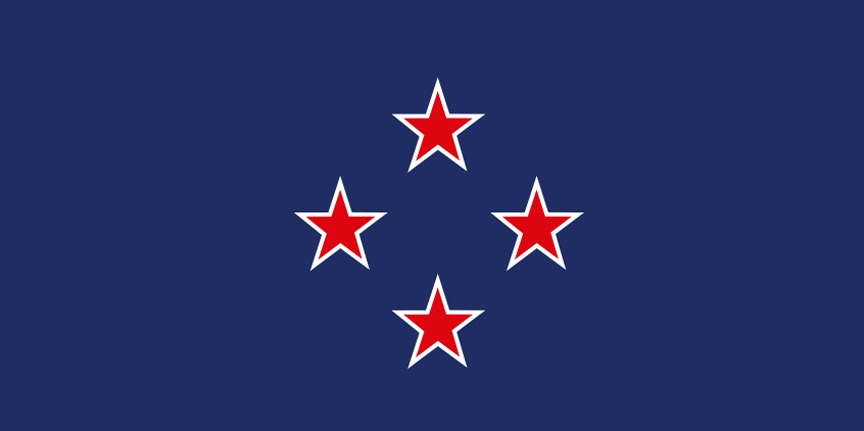
New Southern Cross by Wayne William Doyle
Red peak by Aaron Dustin
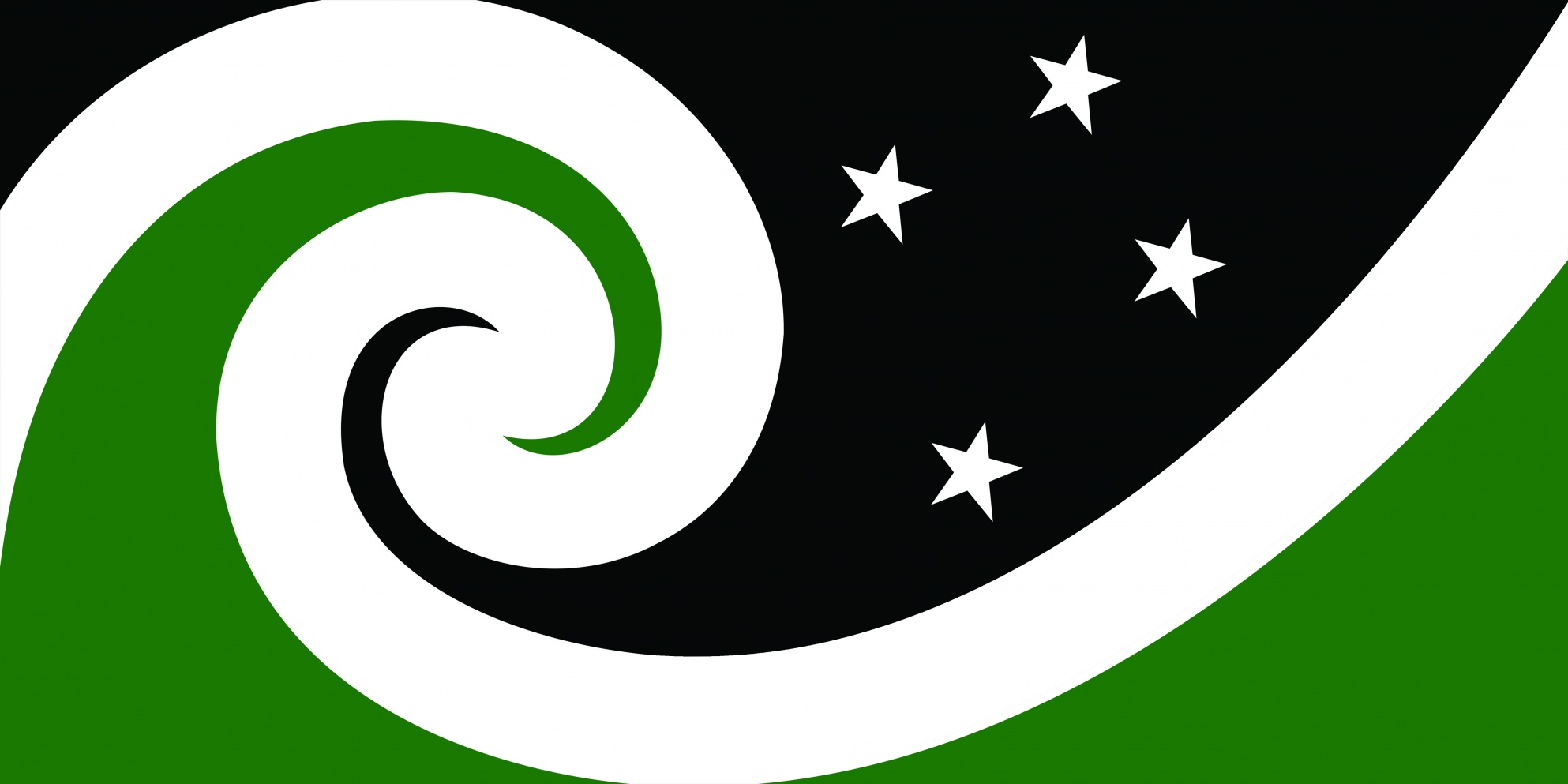
Manawa (Black & Green) by Otis Frizzell
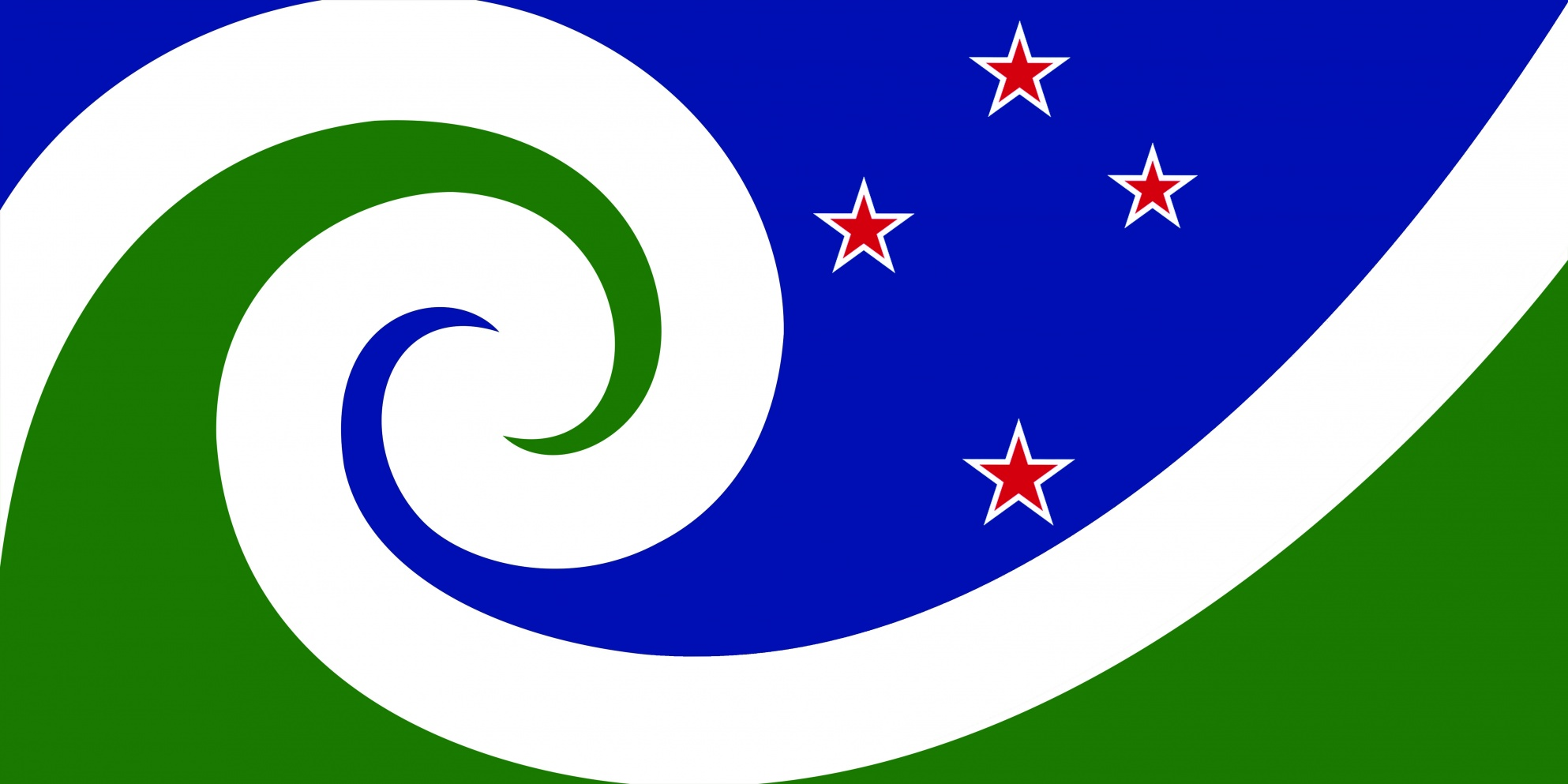
Manawa (Blue & Green) by Otis Frizzell
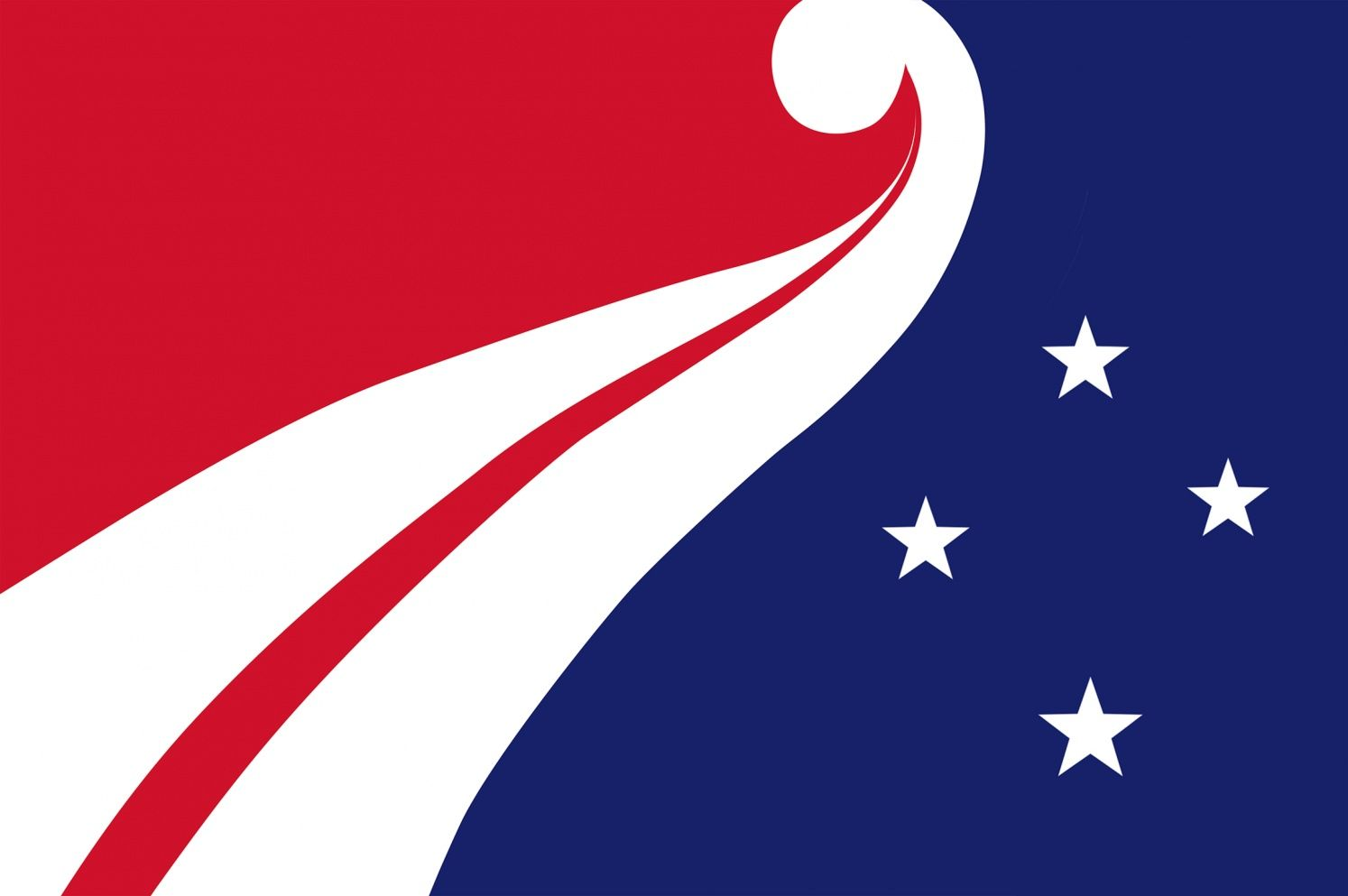
Embrace (Red & Blue) by Denise Fung
Koru (Black) by Andrew Fyfe
Koru (Blue) by Andrew Fyfe
Unity Fern (Red & Blue) by Paul Jackways
White and Black Fern by Alofi Kanter
Silver Fern (Black and White) by Alofi Kanter
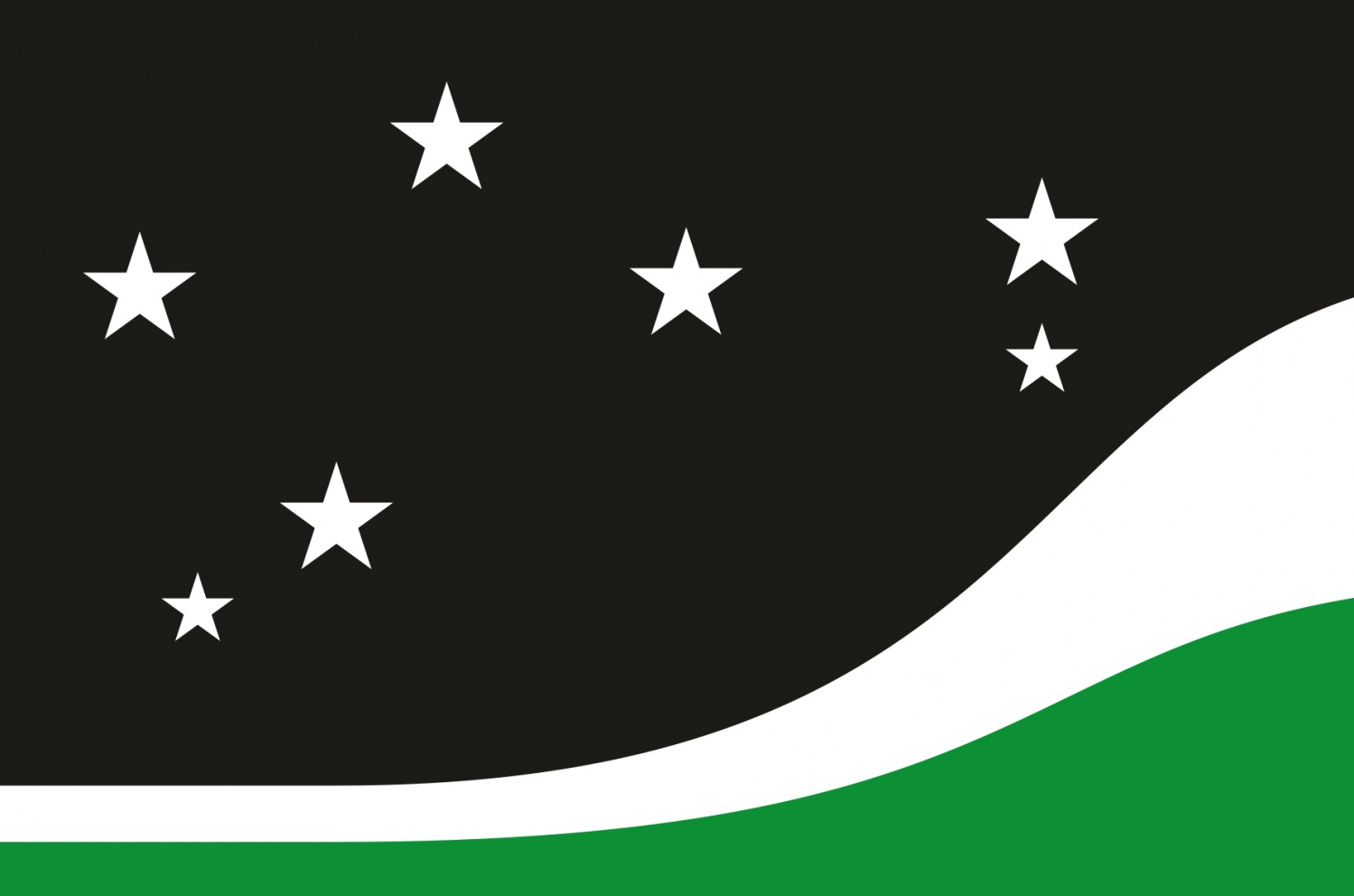
New Zealand Matariki by John Kelleher
Silver Fern (Black with Red Stars) by Kyle Lockwood
Silver Fern (Red, White and Blue) by Kyle Lockwood
Silver Fern (Black & White) by Kyle Lockwood
Silver Fern (Black, White and Red) by Kyle Lockwood
Silver Fern (Black, White and Blue) by Kyle Lockwood
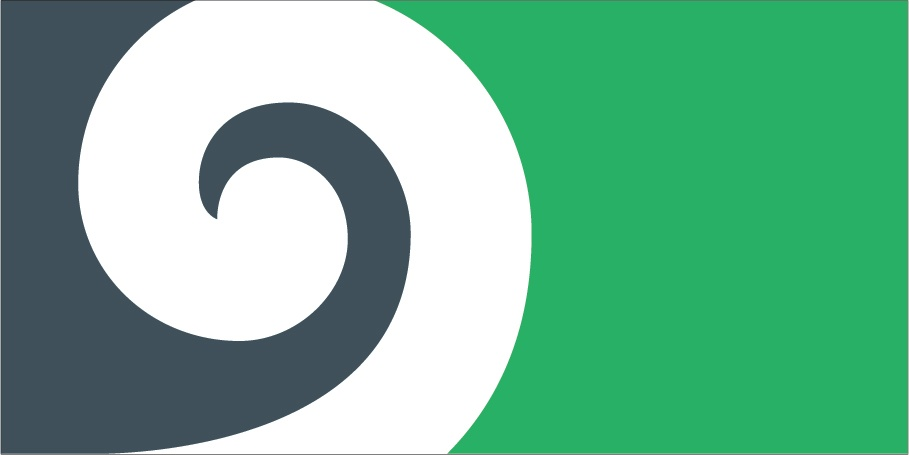
Pikopiko by Grant Pascoe
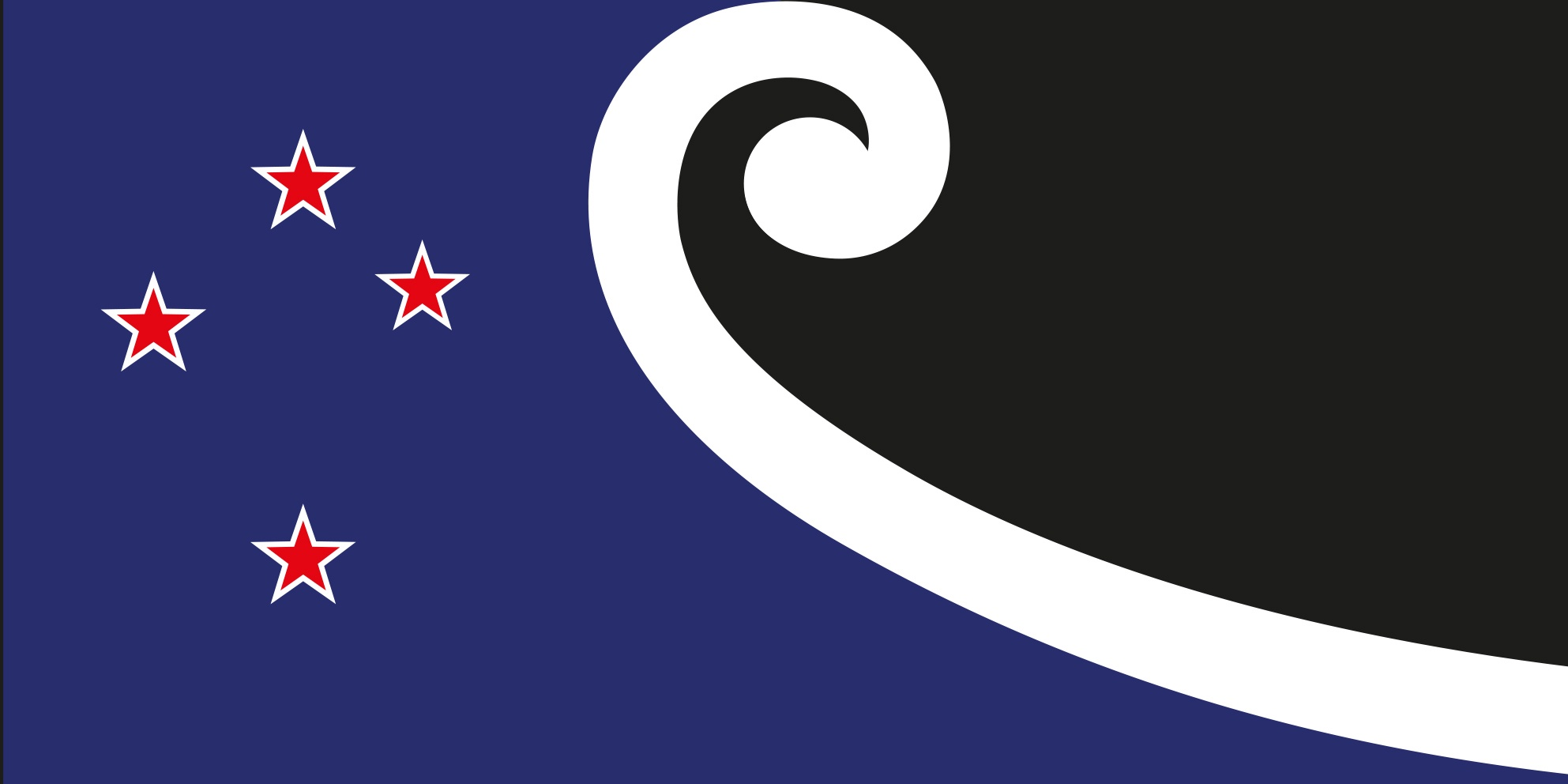
Finding Unity in Community by Dave Sauvage
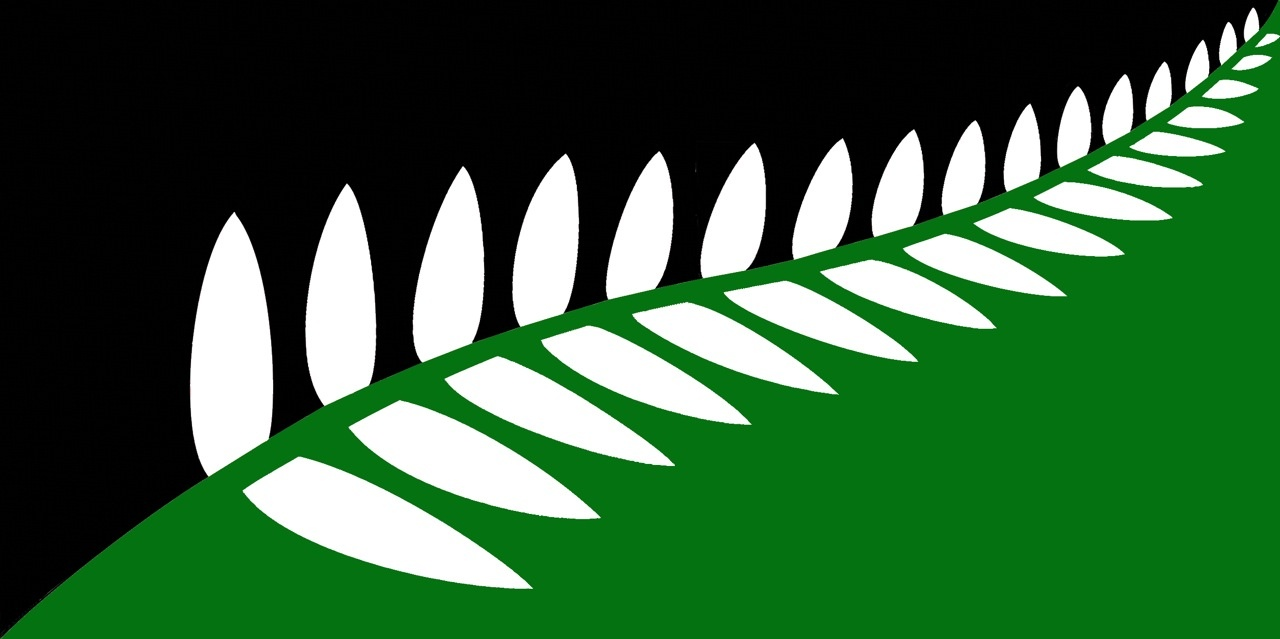
Fern (Green, Black & White) by Clay Sinclair and Sandra Ellmers
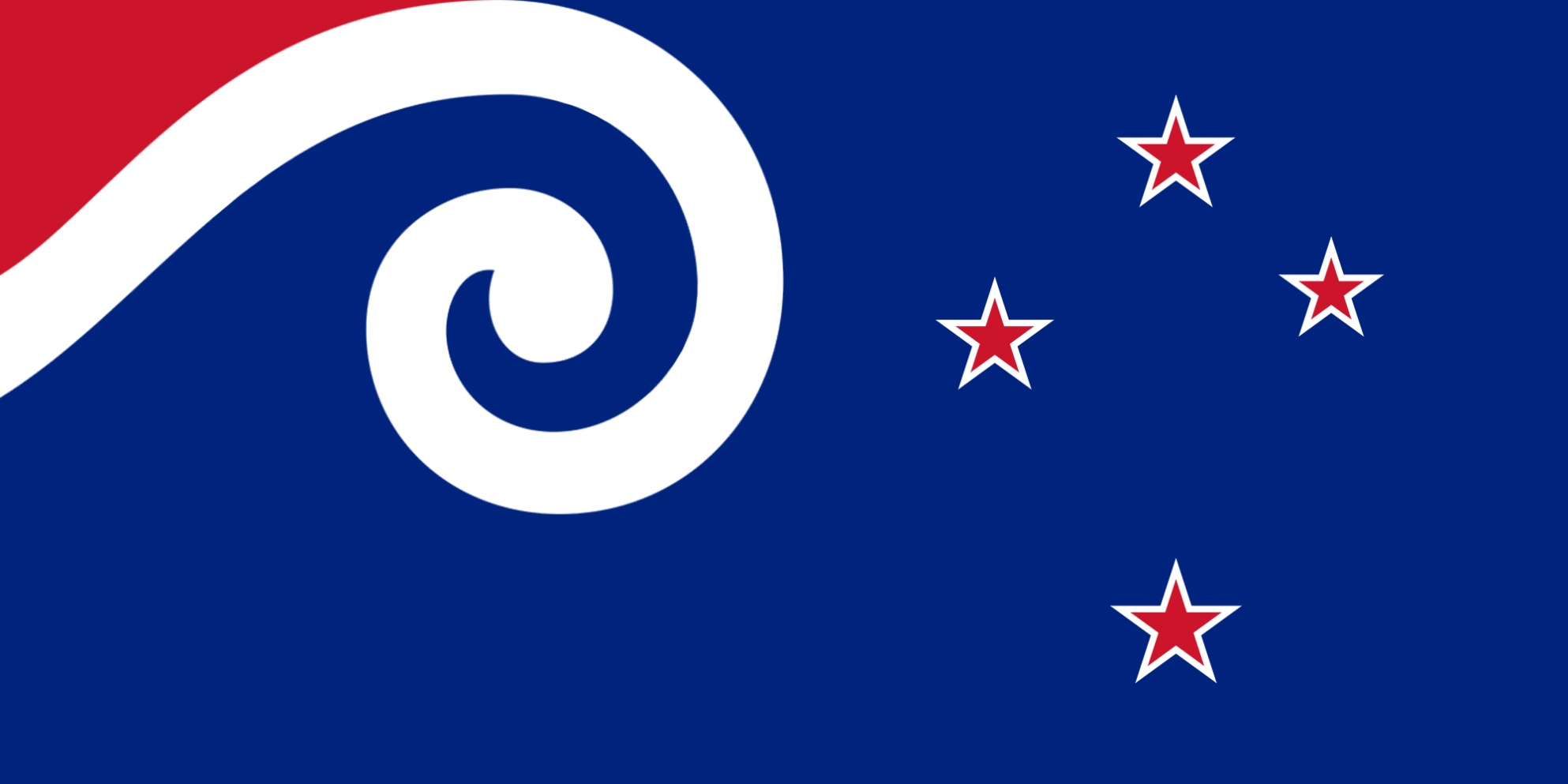
Koru and Stars by Alan Tran
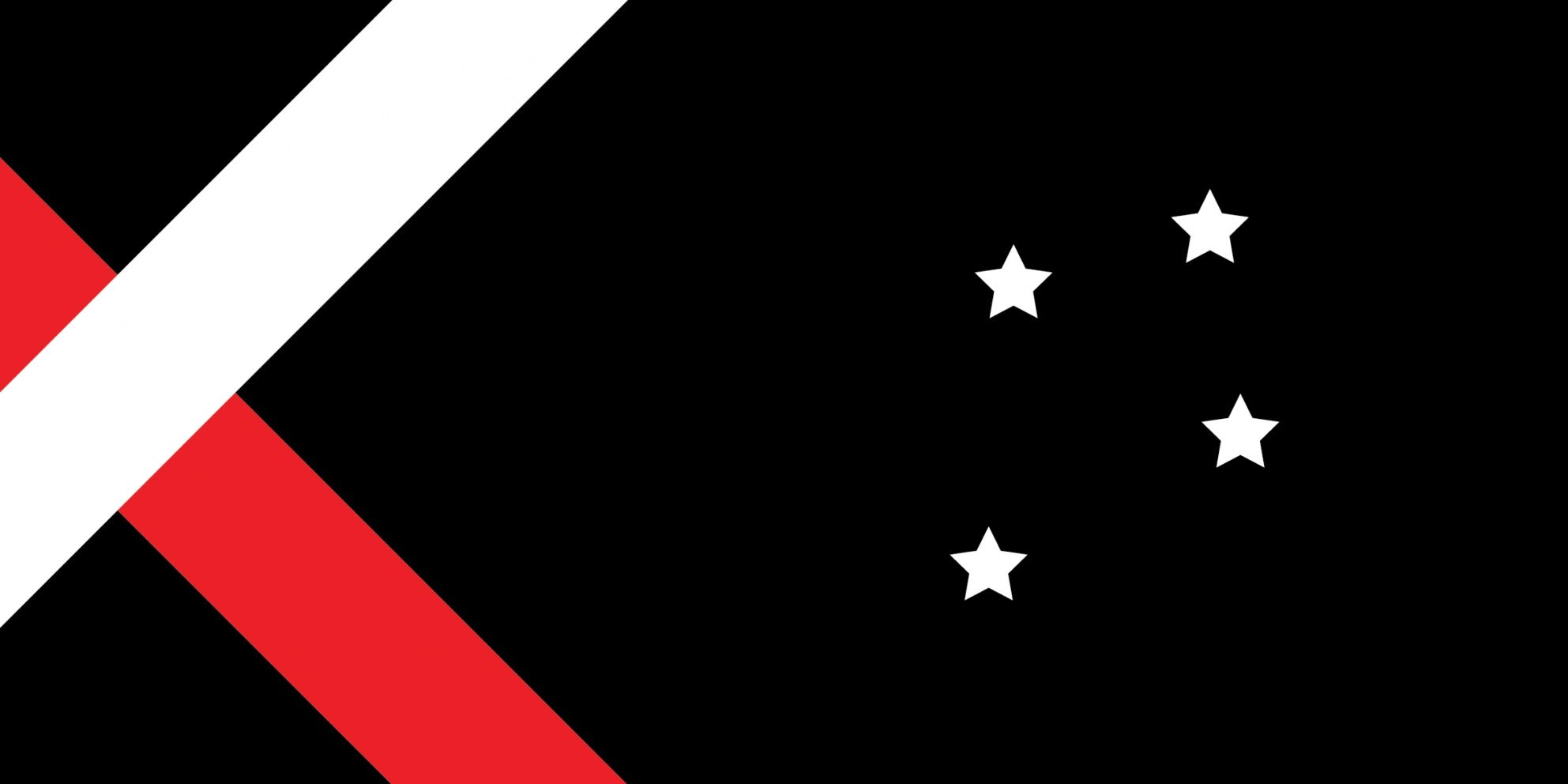
Raranga by Pax Zwanikken
Tukutuku by Pax Zwanikken

## Оглашение финалистов
1 сентября 2015 года комиссия по флагу представила публике четыре отобранные работы, среди которых и предстояло выбрать окончательный вариант в ходе первого референдума.
| Изображение | Дизайнер      | Название                               | Примечания |
| ----------- | ------------- | -------------------------------------- | --- |
|             | Alofi Kanter  | Циатея серебристая (чёрно-белый)       | Вариация флага «Серебряный папоротник» с собственным дизайном папоротника и чёрно-белой цветовой схемой. |
|             | Kyle Lockwood | Циатея серебристая (красно-бело-синий) | По задумке дизайнера Серебряный папоротник олицетворяет рост нации, а Южный крест — местоположение Новой Зеландии. Синий представляет чистую атмосферу Новой Зеландии и Тихий океан. Красный представляет наследие страны и принесённые в её честь жертвы. Данная работа выиграла конкурс на лучший флаг, устроенный веллингтонской газетой в 2004 году и появилась на TV3 в 2005 после победы в голосовании, в котором также участвовал и существующий национальный флаг. В 2014 году аналогичный дизайн одержал победу в конкурсе DesignCrowd. |
|             | Kyle Lockwood | Циатея серебристая (чёрно-бело-синий)  | Вариация предыдущего варианта с чёрным вместо красного и другим оттенком синего. В настоящий момент данный вариант является фаворитом, однако его эстетическая составляющая была раскритикована Hamish Keith, Paul Henry и John Oliver. |
|             | Andrew Fyfe   | Кору (чёрный)                          | Представляет собой орнамент маори, известный как кору, изображающий свернутый лист папоротника, традиционно олицетворяющим новую жизнь, рост, силу и мир. В этом флаге он также олицетворяет волну, облако и бараний рог. Как только данный дизайн был представлен общественности, она сразу же окрестила его «гипнофлагом» в социальных медиа. |

### Красный пик

Флаг «Красный Пик», завоевавший популярность после общественного разочарования в четырёх финальных вариантах

## Первый референдум
Какой из данных вариантов вы бы предпочли в случае изменения флага Новой Зеландии?

Вариант A
Вариант B
Вариант C
Вариант D
Вариант E

| Вариант                       | Первый раунд                  | Первый раунд                  | Второй раунд                  | Второй раунд                  | Третий раунд                  | Третий раунд                  | Четвёртый раунд | Четвёртый раунд |
| Вариант                       | Голосов                       | %                             | Голосов                       | %                             | Голосов                       | %                             | Голосов         | %               |
| ----------------------------- | ----------------------------- | ----------------------------- | ----------------------------- | ----------------------------- | ----------------------------- | ----------------------------- | --------------- | --------------- |
| Вариант A                     | 559 587                       | 40,15                         | 564 660                       | 40,85                         | 613 159                       | 44,77                         | 670 790         | 50,58           |
| Вариант E                     | 580 241                       | 41,64                         | 584 442                       | 42,28                         | 607 070                       | 44,33                         | 655 466         | 49,42           |
| Вариант B                     | 122 152                       | 8,77                          | 134 561                       | 9,73                          | 149 321                       | 10,90                         | н/д             | н/д             |
| Вариант D                     | 78 925                        | 5,66                          | 98 595                        | 7,13                          | н/д                           | н/д                           | н/д             | н/д             |
| Вариант C                     | 52 710                        | 3,78                          | н/д                           | н/д                           | н/д                           | н/д                           | н/д             | н/д             |
| Всего                         | 1 393 615                     | 100,00                        | 1 382 258                     | 100,00                        | 1 369 550                     | 100,00                        | 1 326 256       | 100,00          |
| непередаваемые голоса         | непередаваемые голоса         | непередаваемые голоса         | 11 357                        | 0,73                          | 24 065                        | 1,56                          | 67 359          | 4,35            |
| не удалось определить голосов | не удалось определить голосов | не удалось определить голосов | не удалось определить голосов | не удалось определить голосов | не удалось определить голосов | не удалось определить голосов | 149 747         | 9,68            |
| недействительных голосов      | недействительных голосов      | недействительных голосов      | недействительных голосов      | недействительных голосов      | недействительных голосов      | недействительных голосов      | 3372            | 0,22            |
| всего голосов                 | всего голосов                 | всего голосов                 | всего голосов                 | всего голосов                 | всего голосов                 | всего голосов                 | 1 546 734       | 100,00          |
| явка                          | явка                          | явка                          | явка                          | явка                          | явка                          | явка                          | 48,78           | 48,78           |

## Второй референдум
Какой флаг для Новой Зеландии вы выбираете?

Вариант 1
Вариант 2

Второй референдум начался 3 марта 2016 года и продолжался три недели до 24 марта 2016 г. На нем жители выбрали между существующим флагом Новой Зеландии и  альтернативный дизайном, выбранным в первом референдуме.
24 марта 2016 года, по результатам референдума было объявлено о победе действующего флага Новой Зеландии с результатом 56,7 % по сравнению с 43,3 % у нового флага
| Вариант                         | Голоса    | Голоса |
| Вариант                         | Число     | %      |
| ------------------------------- | --------- | ------ |
| Вариант 1 (альтернативный флаг) | 921 876   | 43,27  |
| Вариант 2 (существующий флаг)   | 1 208 702 | 56,73  |
| Всего                           | 2 130 578 | 100,00 |
| непередаваемые голосов          | 5044      | 0,23   |
| недействительные голосов        | 5273      | 0,21   |
| Всего голосов                   | 2 140 895 | 100,00 |
| Явка                            | 67,78     | 67,78  |